# Smile UX (作業系統)
Smile UX (作業系統) 是一款曾主要搭載於夏普開發的智慧手機上，建立於Android基礎上的作業系統，如AQUOS S3最新版本為00WW_1_460。

## 搭載機型
- Infocus M7s
- Sharp S2 標配版/高配版 [3]
- Sharp S3 mini [4]
- Sharp S3 標配版/高配版 [5]

## 帳號服務
夏普、富可視手機使用者註冊後可獲得雲端同步，聯繫人，音樂及其他服務。